# ジェフ・バズデリック
ジェフ・バズデリック  (Jeffrey Joseph Bzdelik  ,   1952年12月1日 -) は、アメリカ合衆国 イリノイ州出身のバスケットボール指導者。NCAAの各大学やNBAのデンバー・ナゲッツのヘッドコーチなどを歴任し、2016年よりヒューストン・ロケッツのアシスタントコーチを務めている。

## 経歴
イリノイ大学シカゴ校で選手としてプレーした後、同校卒業後にテビッドソン大学のアシスタントコーチに就任し、コーチ業を開始。
1988年にワシントン・ブレッツのアシスタントコーチに就任。ニューヨーク・ニックスでスカウトを務めた後、1995年にパット・ライリーがヘッドコーチに就任したマイアミ・ヒートのアシスタントコーチに転身。2001年まで担当した。
2001年にデンバー・ナゲッツのスタッフに加わり、翌2002年8月21日にヘッドコーチに就任。1年目は17勝65敗に終わり、2003年のNBAドラフトで3位指名権を得たナゲッツは、シラキュース大学のカーメロ・アンソニーを指名。2003-04シーズンは、カーメロ効果もあり、43勝39敗で1995年以来のプレーオフ進出に導いた。しかし2004-05シーズンは、開幕スタートに失敗し、カーメロとの確執説も取り沙汰されるようになり、13勝15敗の時点で解任された。
2005年5月、空軍士官学校のヘッドコーチに就任。2007年から2010年にかけてはコロラド大学のヘッドコーチを務め、2010年4月にウェイクフォレスト大学のヘッドコーチに就任。2014年までヘッドコーチを務めた。
2014年7月31日、メンフィス・グリズリーズのアシスタントコーチに就任し、NBAに復帰。2シーズンコーチを務めた後、2016年5月27日、ヒューストン・ロケッツのアシスタントコーチに就任した。